# Leufroyia villaria
Leufroyia villaria é uma espécie de gastrópode do gênero Leufroyia, pertencente a família Raphitomidae.